# Făgețelu
Făgețelu is een Roemeense gemeente in het district Olt.
Făgețelu telt 1340 inwoners.